# Cyrille Bonnand
Cyrille Bonnand (* 5. August 1970) ist ein ehemaliger französischer Cyclocross- und Mountainbikefahrer.
Cyrille Bonnand gewann 1992 den Lauf des Cyclocross-Weltcups im belgischen Hoogerheide. 1994 wurde er französischer Vizemeister im Cyclocross. In der Saison 1996 gewann er bei den Mountainbike-Europameisterschaften die Bronzemedaille im Cross Country. 2001 wurde Bonnand erneut französischer Vizemeister im Cyclocross. Bei dem Cross-Etappenrennen Tour du Val d'Orge gewann er die erste Etappe und wurde Dritter der Gesamtwertung.
Wegen Dopings mit EPO im Dezember 2008 wurde Bonnand im Juli 2009 für vier Jahre gesperrt.

## Erfolge – Cyclocross
1991/1992
- UCI Weltcup, Hoogerheide

2008/2009
- Cyclocross International de Lanarvily, Lanarvily

## Teams
- 1997 Volvo-Cannondale (MTB)